# Juegos de la Mancomunidad de 1930
Los I Juegos de la Mancomunidad se celebraron en Hamilton (Canadá), del 16 al 23 de agosto de 1930, bajo la denominación Juegos del Imperio Británico de Hamilton 1930.

Participaron un total de 400 deportistas representantes de 11 países miembros de la Mancomunidad de Naciones. El total de competiciones fue de 58 repartidas en 6 deportes.

## Historia
Estos primeros juegos se caracterizaron por su austeridad, de hecho como Villa Olímpica fueron utilizadas las instalaciones de la escuela "Príncipe de Gales" situada en las cercanías del Civic Stadium. Se compitió en un total de 6 deportes: atletismo (pista y campo), boxeo, bolos, remo, natación y saltos.

## Medallero
| Núm. | País             | Oro | Plata | Bronce | Total |
| ---- | ---------------- | --- | ----- | ------ | ----- |
| 1    | Inglaterra       | 25  | 23    | 13     | 61    |
| 2    | Canadá           | 20  | 15    | 19     | 54    |
| 3    | Sudáfrica        | 6   | 4     | 7      | 17    |
| 4    | Nueva Zelanda    | 3   | 4     | 2      | 9     |
| 5    | Australia        | 3   | 4     | 1      | 8     |
| 6    | Escocia          | 2   | 3     | 5      | 10    |
| 7    | Gales            | 0   | 2     | 1      | 3     |
| 8    | Guyana Británica | 0   | 1     | 1      | 2     |
| 9    | Irlanda          | 0   | 1     | 0      | 1     |
|      | TOTAL            | 59  | 57    | 49     | 165   |

| Predecesor: No Tiene | I Juegos de la Mancomunidad 1930 | Sucesor: Londres 1934 |